# Cyathula deserti
Cyathula deserti är en amarantväxtart som först beskrevs av Nicholas Edward Brown, och fick sitt nu gällande namn av Karl Suessenguth. Cyathula deserti ingår i släktet Cyathula, och familjen amarantväxter. Inga underarter finns listade i Catalogue of Life.